# Avro 652 Anson
El Avro 652A Anson fue un monoplano bimotor multiusos de fabricación británica utilizado por la Real Fuerza Aérea británica, el Arma Aérea de la Flota y muchas otras fuerzas aéreas durante y después de la Segunda Guerra Mundial. El nombre del modelo era en honor del almirante británico George Anson, Primer Barón de Anson. En un principio fue un diseño para Imperial Airways, como avión civil para el servicio postal nocturno entre Karachi-Bombay-Colombo, y más tarde fue redesignado para patrulla costera con la RAF, si bien enseguida se quedó obsoleto. Sin embargo, fue rescatado como avión de entrenamiento, pasando a ser el pilar principal del Plan de Entrenamiento Aéreo de la Commonwealth británica. Cuando su producción finalizó en 1952, el Anson había experimentado diferentes cambios, resultando en 9 variantes y un total de 8138 unidades fabricadas por Avro en el Reino Unido desde 1941, además de otras 2882 de Canadian Federal Aircraft Ltd.

## Diseño y desarrollo
El Anson fue una evolución del avión comercial de 6 plazas Avro 652 y su versión militar (652A), que voló por primera vez el 24 de marzo de 1935, fue construida de acuerdo con la Especificación 18/35 del Ministerio del Aire británico. Fue el primer monoplano de la RAF con tren de aterrizaje retráctil. En la primera etapa de producción, se fabricaron un total de 174 Anson Mk I para su uso por el Mando Costero de la RAF. El Escuadrón 48 de la RAF fue el primero en ser equipado con esta aeronave, en marzo de 1936.
Una característica diferenciadora del Anson era el mecanismo de recogida del tren de aterrizaje, pues requería menos de 140 giros de manivela. Para ahorrarse este laborioso proceso, los Anson a menudo volaban con el tren desplegado y con la velocidad de crucero reducida en 50 km/h.
Fueron fabricados un total de 11 020 Anson hasta el final de su producción en 1952, convirtiéndose en el segundo avión más fabricado (tras el Vickers Wellington) en el Reino Unido durante la guerra.

## Historia operacional
Al principio de la Segunda Guerra Mundial, 26 escuadrones de la RAF estaban equipados con el Anson I; 10 del Mando Costero y 16 del Mando de Bombardeo de la RAF. Sin embargo, en aquella época, el Anson ya resultaba obsoleto en las labores tanto de bombardeo como de patrulla costera, empezando su sustitución por los Armstrong Whitworth Whitley y Lockheed Hudson. 
Un número limitado de Anson continuó operativo como patrulleros y aviones de rescate, e incluso en los primeros momentos de la guerra, es probable que algún Anson hundiese un U-boot alemán. En junio de 1940, una flotilla de 3 Anson fue atacada en vuelo por nueve Messerschmitt Bf 109 de la Luftwaffe. Sin embargo y pese a la inferioridad, los Anson consiguieron derribar a dos de los aviones alemanes y "dañar un tercero antes de que finalizase la batalla", sin que ninguno de los tres aparatos británicos resultase abatido. De todos modos, la verdadera finalidad del modelo era el entrenamiento de pilotos de aviones polimotores como el Avro Lancaster. El Anson también fue utilizado para el entrenamiento de las tripulaciones de bombarderos (navegantes, operadores de radio, artilleros...). Tras la guerra, el Anson continuó en sus funciones de entrenamiento y transporte ligero. Los últimos Anson fueron retirados del servicio activo de la RAF el 28 de junio de 1968.
La Real Fuerza Aérea Australiana (RAAF) operó 1028 Anson, principalmente del modelo Mk I, hasta 1955. Por su parte, la Real Fuerza Aérea Canadiense (RCAF) y la Marina Real Canadiense (RCN) hicieron lo propio hasta 1952. Las USAAF utilizaron 50 Anson de fabricación canadiense con la denominación de AT-20. 
La Real Fuerza Aérea de Nueva Zelanda (RNZAF) operó 23 Anson dedicados a entrenamiento de navegantes durante la Segunda Guerra Mundial, además de seguir adquiriendo más tras la contienda para utilizarlos como aviones de enlace. El Museo de la Real Fuerza Aérea de Nueva Zelanda, situado en Wigram, expone uno de estos Anson de entrenamiento. 
La Fuerza Aérea Egipcia utilizó algunos Anson para enlace y transporte VIP. Destaca un Anson notablemente modificado que fue obsequiado al entonces rey de Egipto por la Real Fuerza Aérea británica.

### Uso de posguerra
Tras la Guerra, los Anson siguieron utilizándose en labores civiles, principalmente como aviones de transporte ligero.

## Variantes

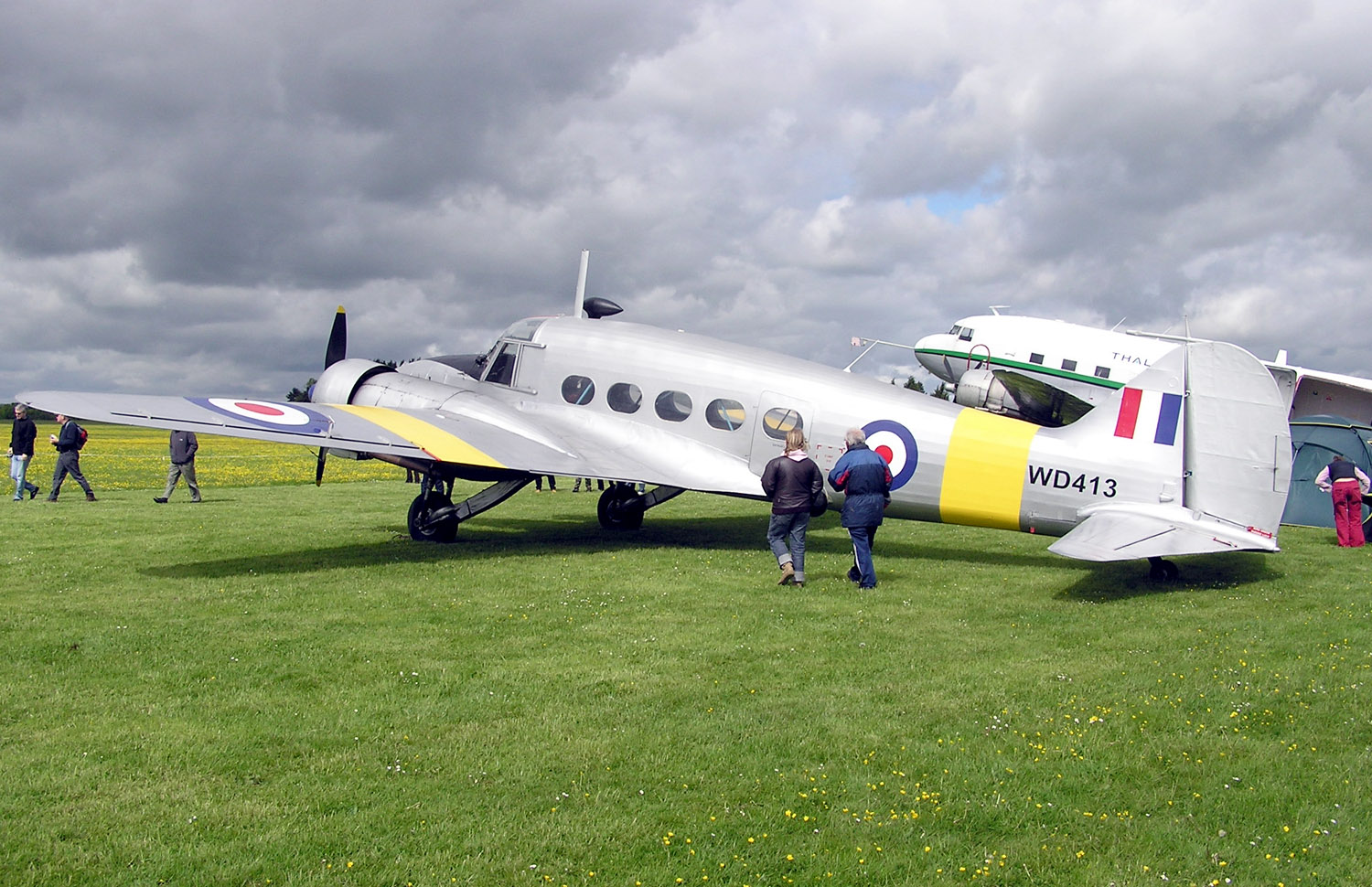
Avro Anson WD413.

La variante principal del Anson fue el modelo Mk I, del que se construyeron 6704 unidades en el Reino Unido. Las demás variantes se distinguen principalmente por sus motores, ya que las de fabricación canadiense montaban motores de origen local. Para contrarrestar la escasez de acero, el fuselaje de los 1051 Anson Mk V fue fabricado de contrachapado.
Mk I
Propulsado por dos motores Armstrong Siddeley Cheetah IX de 261 kW o dos XIX de 295 kW, 6688 unidades construidas.
Mk II
Modelo propulsado por dos motores Jacobs L-6BM de 246 kW, 1822 unidades construidas en Canadá.
Mk III
Modelo de fabricación británica que montaba dos Jacobs L-6BM de 246 kW.
Mk IV
Modelo británico propulsado con dos Wright Whirlwind.
Mk V
Modelo canadiense del que se fabricaron 1069 unidades, que montaban dos Pratt & Whitney Wasp Junior de 336 kW.
Mk VI
Modelo del que se construyó una única unidad en Canadá. Propulsado por dos Pratt & Whitney Wasp Junior de 336 kW.
Mk X
Resultado de la conversión de 104 Anson Mk I.
Mk 11
90 Anson Mk I fueron transformados a este modelo.
Mk 12
Además de 221 de nueva construcción, otros 20 Anson Mk I fueron transformados a este modelo.
Mk XIII
Proyecto de avión de entrenamiento de artillería que sería propulsado por dos Cheetah XI o XIX, no construido.
Mk XIV
Proyecto de avión de entrenamiento de artillería que sería propulsado por dos Cheetah XV, no construido.
Mk XVI
Proyecto de avión de entrenamiento de navegantes, no construido.
Mk XV
Proyecto de avión de entrenamiento de bombardeo, no construido.
C 19
Se construyeron 264 unidades para la RAF, que las utilizó para transporte y enlace.
T 20
60 aviones construidos para la RAF, utilizados para entrenamiento de bombardeo y navegación en Rodesia.
T 21
252 aviones para entrenamiento de navegantes de la RAF.
T 22
54 aviones para entrenamiento de operadores de radio de la RAF.
Anson 18
Desarrollado a partir del Avro Nineteen, la Fuerza Aérea de Afganistán adquirió 12 unidades para enlace, labores policiales y vigilancia aérea.
Anson 18C
13 unidades adquiridas por el Gobierno Indio para entrenamiento de tripulaciones civiles.
Avro Nineteen
También conocido como Anson XIX, fue una versión de transporte civil, de la que de fabricaron 56 unidades en dos series.
AT-20
Designación militar de los Estados Unidos dada a Anson II construidos en Canadá, usados por las USAAF, 50 construidos.

## Operadores
Afganistán
- Fuerza Aérea de Afganistán: entre 1948 y 1972, utilizó 13 Anson.

 Arabia Saudita
 Australia
- Real Fuerza Aérea Australiana: 1028 Anson estuvieron en servicio hasta 1955.

 Bélgica
 Botsuana
 Canadá
- Real Fuerza Aérea Canadiense: retirados en 1952.
- Marina Real Canadiense

 Cuba
- Aerolíneas del Norte S.A. (ANSA): aerolínea regional que operó tres unidades de fabricación canadiense entre 1947 y mediados de los años 50.

 Egipto
- Fuerza Aérea Egipcia

 Estados Unidos
- Fuerzas Aéreas del Ejército de los Estados Unidos: 50 Anson de fabricación canadiense, con la denominación AT-20.

 Estonia
 Etiopía
 Finlandia
- Fuerza Aérea de Finlandia

 Francia
 Grecia
- Fuerza Aérea Griega

 Irán
 Irak
 Irlanda
- Cuerpo Aéreo de Irlanda

 Israel
 Nueva Zelanda
- Real Fuerza Aérea de Nueva Zelanda

 Noruega
 Países Bajos
 Portugal
 Reino Unido
- Royal Air Force
- Royal Navy

 Sudáfrica
- Fuerza Aérea Sudafricana

 Turquía

## Especificaciones (Mk I)

### Características generales
- Tripulación: 3-4
- Longitud: 12,9 m (42,3 ft)
- Envergadura: 17,2 m (56,5 ft)
- Altura: 4 m (13,1 ft)
- Superficie alar: 43,1 m² (463,9 ft²)
- Peso vacío: 2500 kg (5510 lb)
- Peso cargado: 3608 kg (7952 lb)
- Peso máximo al despegue: 3900 kg (8595,6 lb)
- Planta motriz: 2× motor radial de siete cilindros refrigerado por aire Armstrong Siddeley Cheetah IX.
  - Potencia: 261 kW (360 HP; 355 CV) cada uno.

### Rendimiento
- Velocidad máxima operativa (Vno): 303 km/h (188 MPH; 164 kt) a 7000 pies (2100 m)
- Alcance: 1300 km (702 nmi; 808 mi)
- Techo de vuelo: 5791 m (18 999 ft)
- Régimen de ascenso: 3,8 m/s (748 ft/min)
- Carga alar: 83,9 kg/m² (17,2 lb/ft²)
- Potencia/peso: 140 W/kg

### Armamento
- Ametralladoras: 

  - 1× Browning M1919 de 0.303 pulgadas (7,70 mm) en la parte frontal
  - 1× Vickers K de 0.303 pulgadas en la torreta dorsal
- Bombas: 160 kg

## Aeronaves relacionadas

### Desarrollos relacionados
- Avro 652

### Aeronaves similares
- Focke-Wulf Fw 58
- Siebel Si 204
- Cessna AT-17 Bobcat
- Kyūshū Q1W Tokai
- Tachikawa Ki-54
- Airspeed Oxford

### Secuencias de designación
- Secuencia Numérica (interna de Avro): ← 642 - 643 - 646 - 652 - 654 - 661 - 667 →
- Secuencia AT-_ (Entrenadores Avanzados del USAAS/USAAC/USAAF, 1925-1948): ← AT-17 - AT-18 - AT-19 - AT-20 - AT-21 - AT-22 - AT-23 →